# Aphaenogaster pallescens
Aphaenogaster pallescens is een mierensoort uit de onderfamilie van de Myrmicinae. De wetenschappelijke naam van de soort is voor het eerst geldig gepubliceerd in 1871 door Walker.